# Champdeuil
Champdeuil és un municipi francès, situat al departament del Sena i Marne i a la regió d'Illa de França. L'any 2007 tenia 654 habitants.
Forma part del cantó de Nangis, del districte de Melun i de la Comunitat de comunes Brie des Rivières et Châteaux.

## Demografia

### Població
El 2007 la població de fet de Champdeuil era de 654 persones. Hi havia 236 famílies, de les quals 36 eren unipersonals (24 homes vivint sols i 12 dones vivint soles), 68 parelles sense fills, 112 parelles amb fills i 20 famílies monoparentals amb fills.
La població ha evolucionat segons el següent gràfic:
Habitants censats

### Habitatges
El 2007 hi havia 253 habitatges, 243 eren l'habitatge principal de la família i 10 estaven desocupats. 213 eren cases i 39 eren apartaments. Dels 243 habitatges principals, 192 estaven ocupats pels seus propietaris, 48 estaven llogats i ocupats pels llogaters i 3 estaven cedits a títol gratuït; 6 tenien una cambra, 15 en tenien dues, 32 en tenien tres, 65 en tenien quatre i 125 en tenien cinc o més. 204 habitatges disposaven pel capbaix d'una plaça de pàrquing. A 83 habitatges hi havia un automòbil i a 147 n'hi havia dos o més.

### Piràmide de població
La piràmide de població per edats i sexe el 2009 era:
| Homes | Edats   | Dones |
| ----- | ------- | ----- |
| 0     | 95 o +  | 0     |
| 0     | 90 a 94 | 4     |
| 0     | 85 a 89 | 0     |
| 0     | 80 a 84 | 4     |
| 0     | 75 a 79 | 0     |
| 4     | 70 a 74 | 4     |
| 4     | 65 a 69 | 4     |
| 16    | 60 a 64 | 16    |
| 4     | 55 a 59 | 8     |
| 52    | 50 a 54 | 40    |
| 44    | 45 a 49 | 36    |
| 32    | 40 a 44 | 28    |
| 24    | 35 a 39 | 40    |
| 28    | 30 a 34 | 20    |
| 28    | 25 a 29 | 20    |
| 4     | 20 a 24 | 20    |
| 44    | 15 a 19 | 12    |
| 36    | 10 a 14 | 24    |
| 16    | 5 a 9   | 40    |
| 20    | 0 a 4   | 4     |

## Economia
El 2007 la població en edat de treballar era de 481 persones, 358 eren actives i 123 eren inactives. De les 358 persones actives 340 estaven ocupades (178 homes i 162 dones) i 18 estaven aturades (9 homes i 9 dones). De les 123 persones inactives 51 estaven jubilades, 46 estaven estudiant i 26 estaven classificades com a «altres inactius».

### Ingressos
El 2009 a Champdeuil hi havia 237 unitats fiscals que integraven 639,5 persones, la mediana anual d'ingressos fiscals per persona era de 22.341 €.

### Activitats econòmiques
Dels 19 establiments que hi havia el 2007, 1 era d'una empresa extractiva, 2 d'empreses de fabricació d'altres productes industrials, 7 d'empreses de construcció, 2 d'empreses de comerç i reparació d'automòbils, 2 d'empreses de transport, 2 d'empreses financeres, 2 d'empreses de serveis i 1 d'una empresa classificada com a «altres activitats de serveis».
Dels 7 establiments de servei als particulars que hi havia el 2009, 1 era un paleta, 3 fusteries, 1 lampisteria, 1 electricista i 1 saló de bellesa.
L'únic establiment comercial que hi havia el 2009 era una botiga de menys de 120 m².

## Equipaments sanitaris i escolars
El 2009 hi havia una escola elemental integrada dins d'un grup escolar amb les comunes properes formant una escola dispersa.

## Poblacions properes
El següent diagrama mostra les poblacions més properes.